# Franco Cordelli
Franco Cordelli (Roma, 20 febbraio 1943) è uno scrittore e critico teatrale italiano.

## Biografia
Scrittore, saggista e critico teatrale e letterario di Paese Sera e del Corriere della Sera, ha lavorato a lungo a Radio 3. La sua attività di critico comprende: l'antologia Il pubblico della poesia (curata con Alfonso Berardinelli, 1975), che rendeva conto della “deriva” dei linguaggi e delle esperienze poetiche della fine degli anni sessanta; raccolte di saggi sulle problematiche sociopolitiche connesse all'attività letteraria; l'animazione del ciclo di performance poetiche svoltosi al Beat 72 di Roma nel 1977.
Fu il primo scopritore di Carlo Verdone. Il suo archivio è conservato presso il Centro per gli studi sulla tradizione manoscritta di autori moderni e contemporanei dell’Università di Pavia.

## Premi e riconoscimenti
- Nel 1974 ha ricevuto un premio per l'opera prima di narrativa nell'ambito del Premio Sila per Procida.[4]
- Nel 1980 ha ricevuto il Premio Sila sezione narrativa per Le forze in campo.[4]
- Nel 1991 ha vinto il Premio Nazionale Letterario Pisa, sezione di Narrativa.[5]
- nel 2016 ha vinto il Premio Viareggio Narrativa per Una sostanza sottile.[6]

## Opere
- Procida, Milano, Garzanti, 1973; nuova edizione riscritta, Milano, Rizzoli, 2006; Theoria, 2018.
- Il pubblico della poesia, Lerici, 1975.
- Fuoco Celeste, Parma, Guanda, 1976.
- Il poeta postumo. Manie pettegolezzi rancori, Lerici, 1978; nuova ed. a cura di Stefano Chiodi, Firenze, Le Lettere 2008.
- Le forze in campo, Milano, Garzanti, 1979.
- Partenze eroiche, Lerici, 1980; nuova ed., Gaffi, 2013.
- I puri spiriti, Milano, Rizzoli, 1982. romanzo
- Proprietà perduta, Parma, Guanda, 1983; nuova ed. a cura di Andrea Cortellessa, L'Orma Editore, 2016, ISBN 978-88-997-9308-1.
- Pinkerton, Milano, Arnoldo Mondadori Editore, 1986. romanzo
- Antipasqua, Milano, SE, 1988.
- L'Italia di mattina, Milano, Leonardo Editore, 1990; nuova edizione, Perrone Editore, 2010.
- Guerre lontane, Torino, Einaudi, 1990.
- La mia America. Antologia della Letteratura Americana dal 1945 a oggi, 2 voll., Milano, Leonardo, 1991.
- Scipione l'italiano, Gremese, 1991.
- Diderot dondero, Fondo Pasolini, 1993.
- Arancio, Sottotraccia, 1995.
- La democrazia magica. Il narratore, il romanziere, lo scrittore, Torino, Einaudi, 1996; nuova ed., Fandango, 2012.
- Un inchino a terra, Torino, Einaudi, 1999.
- La religione del romanzo, a cura di Enzo Di Mauro, Firenze, Le Lettere, 2002.
- Lontano dal romanzo, Firenze, Le Lettere, 2002.
- Il duca di Mantova, Milano, Rizzoli, 2004.
- Vacanze romane. Set  · Protagonisti · Film, Edizioni Falsopiano, 2008.
- La marea umana, Milano, Rizzoli, 2010. romanzo
- L'ombra di Piovene, Firenze, Le Lettere, 2011.
- Una sostanza sottile, Torino, Einaudi, 2016.
- Un mondo antico, Theoria, 2019.
- Il mondo scintillante, Theoria, 2019.
- Che tutto abbraccia. I giorni e i film, Edizioni Falsopiano, 2019. ISBN 9788893041577
- Tao 48, ed. La Nave Di Teseo, 2022.